# Golden Virginia

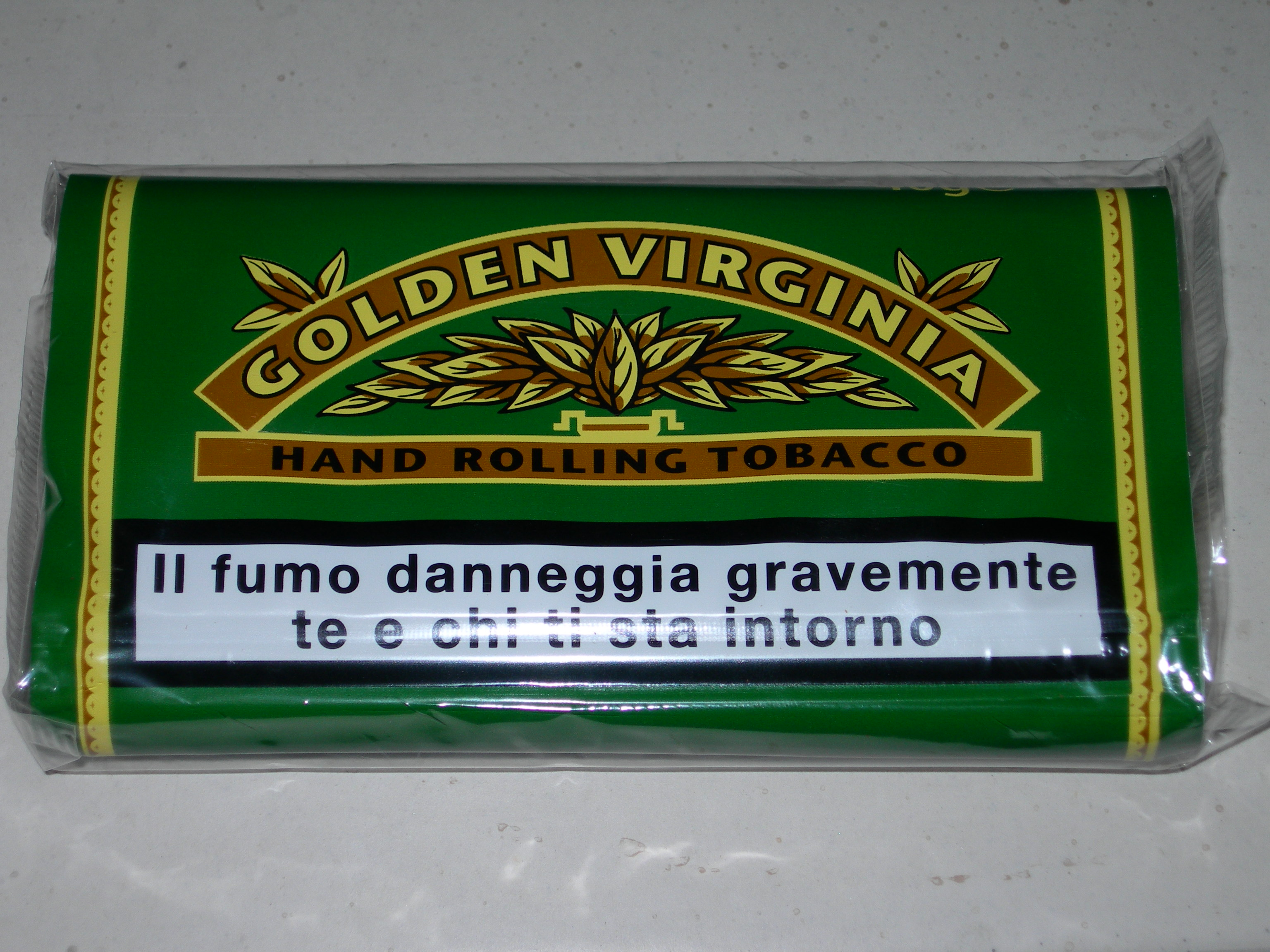
Confezione di Golden Virginia verde da 40g venduto in Italia

Il Golden Virginia è un tabacco da rollare prodotto nel Regno Unito dalla Imperial Tobacco. Viene prodotto dal 1877 e venduto in oltre 35 paesi con punte massime in Belgio, Regno Unito, Spagna e Lussemburgo. Nel Regno Unito è il primo tabacco da rollaggio.

## Caratteristiche
Caratteristica principale è nel presentarsi come molto fresco, umido e non sminuzzato come il tabacco da sigaretta. Si presenta in trucioli con scarsa presenza di ramoscelli e pezzi di foglie spesse; deve essere quindi sminuzzato accuratamente a causa della lunghezza di alcuni trucioli. Nonostante il suo odore caratteristico piacevole e forte, non così è il fumo al momento della bruciatura che anzi presenta un impercettibile retrogusto di legno.

## Tipologie
È venduto in Italia in confezioni da 30g, 40g e 50g nelle varietà:
- Verde, classica.
- Gialla, dal sapore più leggero.
- Arancio, varietà Aroma.
- Golden Virginia Absolute, varietà caratterizzata dall'assenza di additivi e conservanti. Si tratta dunque di un prodotto composto di solo tabacco lavorato esclusivamente con acqua; si distingue per il colore dorato, mentre risulta particolarmente morbida nel gusto. L'assenza di additivi caratterizza la consistenza del suo tabacco che risulta più secco al tatto rispetto al resto della gamma.

## Altro
- È uno dei pochi aventi la confezione ermetica per salvaguardarne l'umidità, inoltre in certe tabaccherie viene anche venduto incellophanato.
- La confezione da 12,5 g è venduta in rare tabaccherie (a volte messa in distributori automatici) perché avente la confezione di pari misure a un pacchetto di sigarette da 20 contenente all'interno una bustina con il tabacco.
- La confezione da 12,5 grammi non è però dotata di alcun sigillo ermetico, il tabacco è semplicemente avvolto in un foglio di carta stagnola dorata. Una volta aperta la confezione il tabacco perderà molto velocemente il suo grado di umidità.
- Essendo un tabacco dal sapore particolarmente "neutro", il Golden Virginia viene spesso usato per "ammansire" il gusto di tabacchi da sigaretta molto aromatizzati, quali l'Old Holborn.